# Castelo de Vide
Castelo de Vide là một huyện thuộc tỉnh Portalegre, Bồ Đào Nha. Huyện này có diện tích 266 km², dân số thời điểm năm 2001 là 3872 người.